# Rotazione di Wick
In fisica, la rotazione di Wick, dal fisico italiano Gian Carlo Wick, è un metodo per trovare soluzioni matematiche a un problema nello spaziotempo quadridimensionale di Minkowski, risolvendolo nel corrispondente spazio euclideo a quattro dimensioni. Ciò avviene operando una trasformazione che sostituisce coordinate a numeri reali con coordinate a numeri immaginari, operazione nota in matematica come prolungamento analitico. 
Si parla di rotazione in quanto, nella logica dello spazio quadridimensionale della relatività, l'operazione equivale a una rotazione tra un tempo immaginario (in senso matematico) e quello reale. La rotazione è spesso usata per risolvere problemi di teoria quantistica dei campi.

## Procedura
L'idea della rotazione nasce dall'osservazione che la metrica di Minkowski, in unità naturali e usando la segnatura (−1, +1, +1, +1), è
{\displaystyle ds^{2}=-(dt^{2})+dx^{2}+dy^{2}+dz^{2}}
e la metrica euclidea in quattro dimensioni è
{\displaystyle ds^{2}=d\tau ^{2}+dx^{2}+dy^{2}+dz^{2}},
che coincidono se si pone {\displaystyle t=-i\tau }. Quindi, considerando un problema formulato nello spazio di Minkowski di coordinate {\displaystyle x}, {\displaystyle y}, {\displaystyle z}, {\displaystyle t} e sostituendo {\displaystyle -i\tau } a {\displaystyle t}, è possibile ottenere un problema equivalente in coordinate euclidee {\displaystyle x}, {\displaystyle y}, {\displaystyle z}, {\displaystyle \tau } che potrebbe, anche se non necessariamente, essere di più facile soluzione. Una volta trovata la soluzione nello spazio euclideo è possibile invertire la trasformazione e ottenere la soluzione equivalente nello spazio di Minkowski.